# Гром (оперативно-тактический ракетный комплекс)
«Гром» — украинский оперативно-тактический ракетный комплекс на базе твердотопливной баллистической ракеты, разработанный конструкторским бюро «Южное». Характеристики ракеты позволяют поражать наземные, морские и воздушные цели, в зависимости от установленной боевой части и системы наведения.
Комплекс предназначен для создания украинского щита сил неядерного сдерживания.

## История

### Начальные разработки
После распада СССР, с 1994 года в Днепропетровске разработана идея создания для своей армии оперативно-тактической ракеты с дальностью до 500 км. Тогда эта разработка называлась «Борисфен» и считалось, что именно она должна заменить устаревшие ракеты, полученные украинской армией в наследство от советской армии (оперативно-тактические ракеты типа «Скад» и тактические ракеты типа «Точка-У», всех вместе — более 200 пусковых установок). На фоне постоянного сокращения армии и решения социальных проблем, сторонников этой идеи было мало.

### Проект «Гром»
Проект комплекса разработан в 2013 году. В буклетах, которые выставлялись на международных выставках вооружений, данный ракетный комплекс назвали «Гром». Утверждалось, что это высокоточное оружие нового поколения, способное обеспечить создание надежного щита неядерного сдерживания, как для самой Украины, так и для любого государства.
Комплекс разрабатывался Павлоградским химическим заводом (ПХЗ) совместно с КБ «Южное», на деньги Саудовской Аравии. 
Разработку баллистических ракет малой дальности[каких?] совместно ведут Центр научных исследований и технологий имени короля Абдулазиза (KACST) и украинское КБ «Южное».
Первые испытания планировалось осуществить зимой 2015 года, они не состоялись ввиду бюрократических препятствий, связанных с реструктуризацией Государственного космического агентства Украины, испытания были перенесены на осень 2016 года: 5 августа 2016 польский ресурс Defence-24 со ссылкой на собственные источники сообщил о запланированных на осень 2016 первых испытаниях ракетного комплекса, заказчиком испытаний стал иностранный инвестор, а 18 августа появилась информация, что заказчиком является Саудовская Аравия. 
25 августа 2016 в газете «Конструктор» (№ 16/969), которую издает конструкторское бюро «Южное», обнародовано фото сбора прототипа-ходового макета самоходной пусковой установки комплекса «Гром». В том же месяце сообщалось о готовности оборонной промышленности Украины поставить Вооруженным силам страны пять баллистических ракет для «Гром-2».
Завершение первой очереди испытаний было запланировано на осень 2016 года. 1 декабря 2016 было опубликовано сообщение об успешных запусках тактических ракет «Гром» и ЗРК «Днепр» на полигоне на юге Украины.

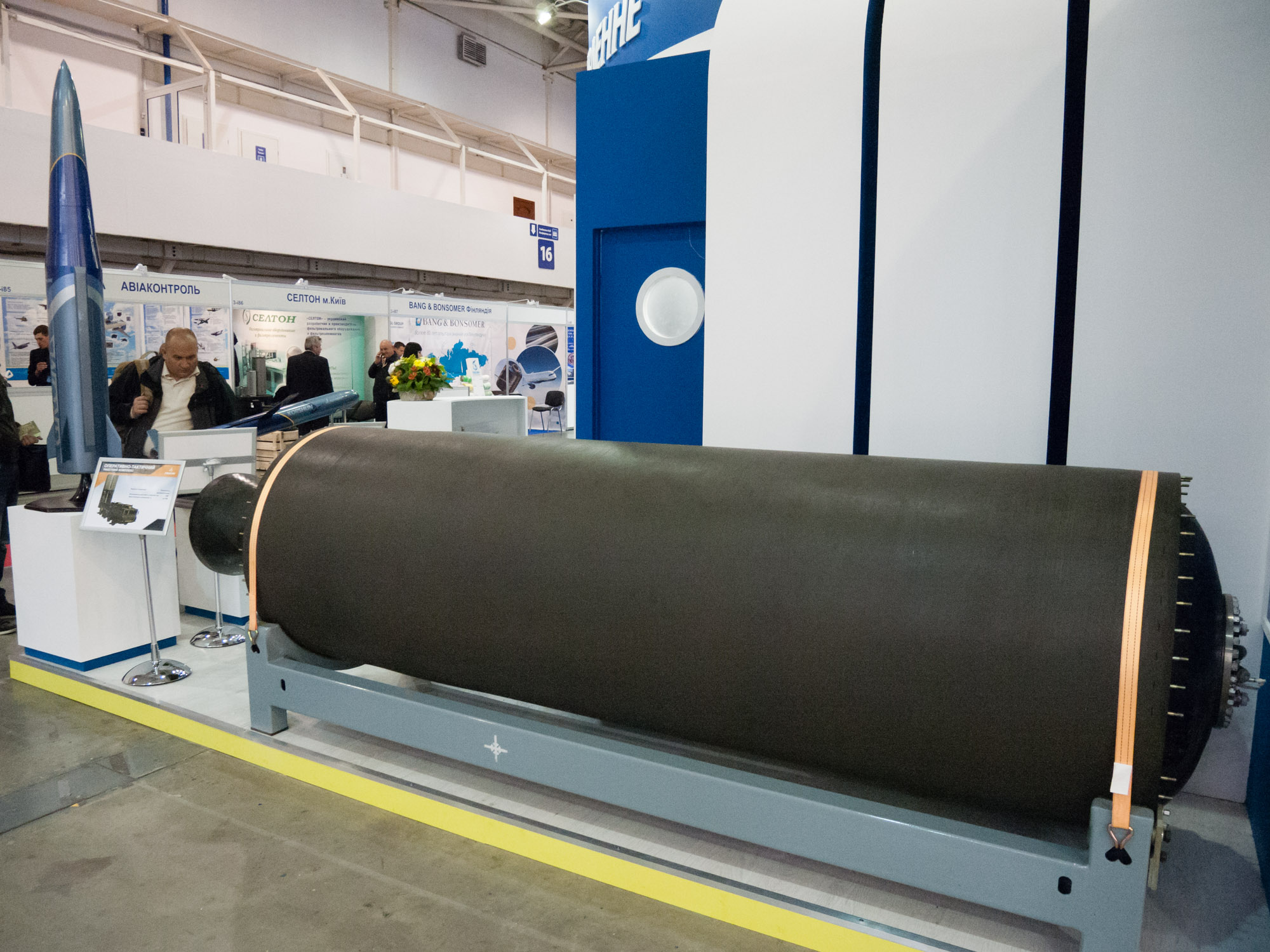
Макет двигателя

В апреле 2017 генеральный конструктор КБ «Южное» Александр Дегтярёв сообщил, что комплекс «Гром» находится на стадии окончательной доводки ракеты.

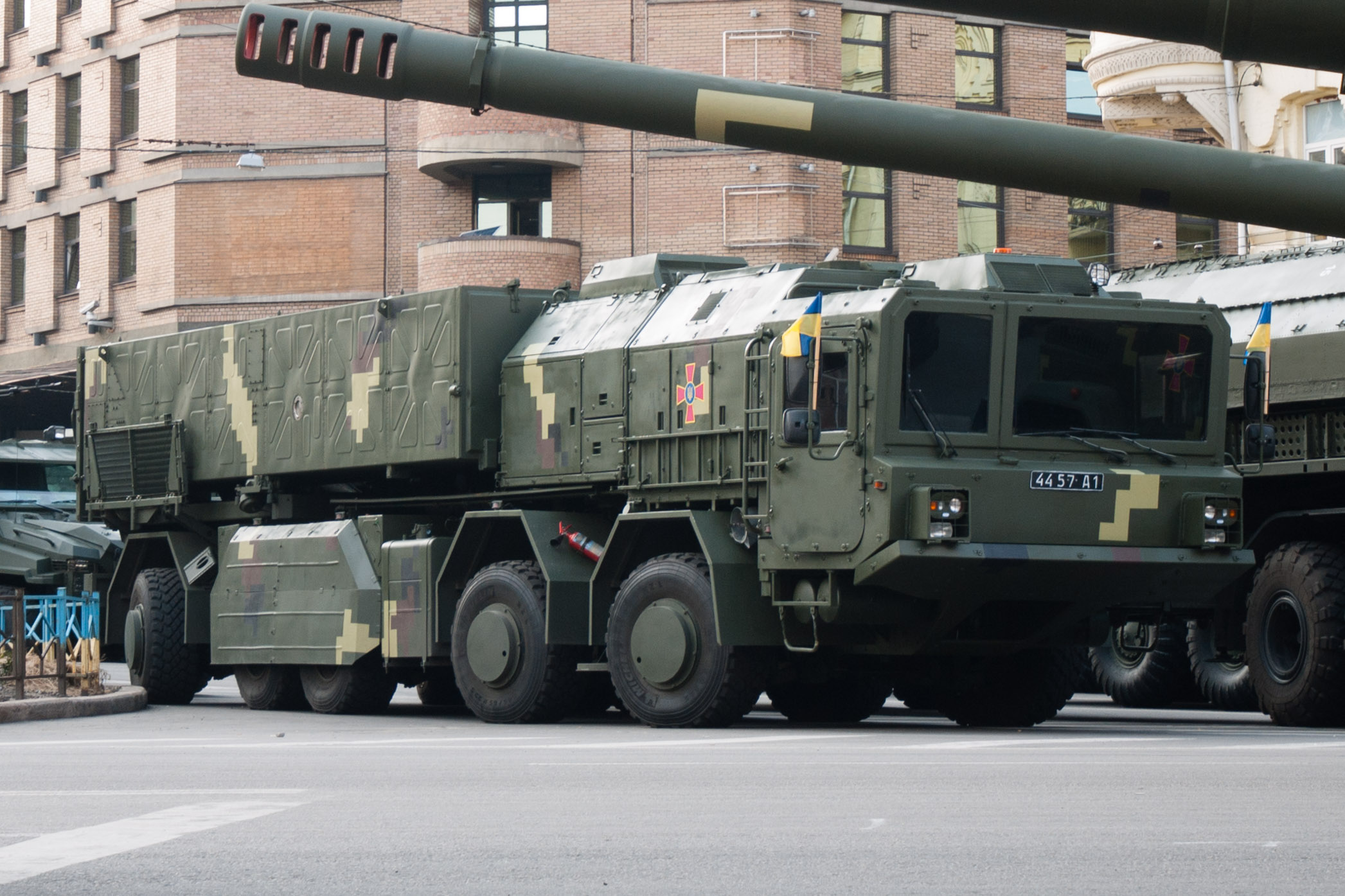
Пусковая установка на военном параде в честь Дня независимости Украины в 2018 году

В январе 2018 был показан макет комплекса. В августе он продемонстрирован на параде по случаю Дня независимости Украины.
19 октября 2018 стало известно о том, что завершено испытание головок самонаведения для ракеты комплекса; всего их было разработано 4 типа.
В 2019 году генеральный директор КБ «Южное» Александр Дегтярёв заявил, что опытный образец ОТРК «Гром-2» (версии для ВСУ и ВС Саудовской Аравии) готов к проведению испытаний, которые начнутся «в ближайшее время»; первая партия двигателей, запасных частей и различных обычных боеголовок была доставлена в Саудовскую Аравию для первой фазы программы испытаний в начале января 2019 года.
С началом вторжения России на Украину в 2022 году ряд украинских экспертов высказывал сожаления по поводу недофинансирования работ над ОТРК «Гром» — оружием, которое могло бы иметь решающее значения для этой войны. В то же время 9 августа украинские медиа высказали предположение, что взрывы на российской военной авиабазе «Саки» могли быть вызваны применением Вооружёнными силами Украины ОТРК «Гром-2».

## Модификации

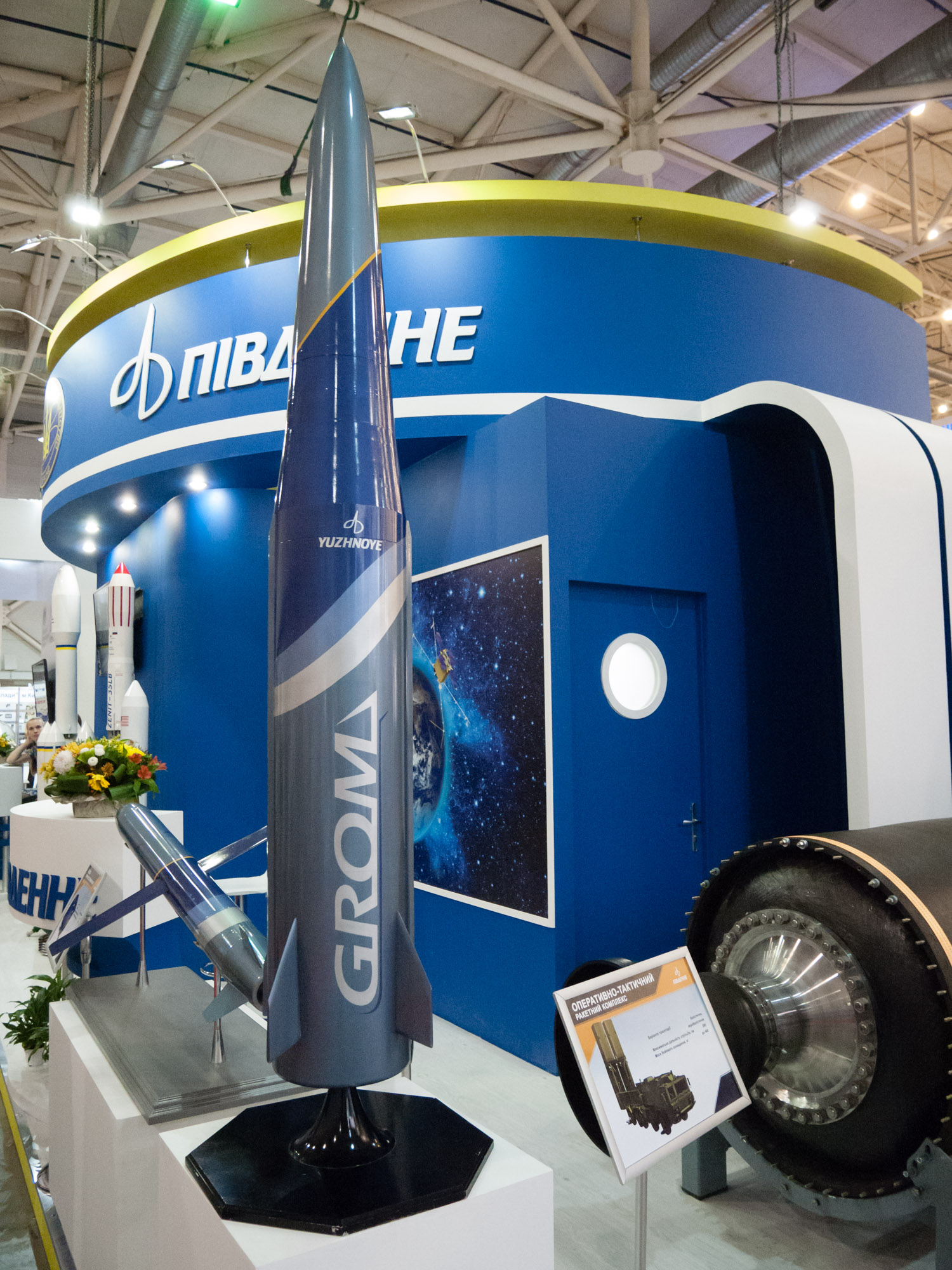
Макет ракеты «Гром» на выставке 2016 года

- «Гром» — оперативно-тактический ракетный комплекс для поражения объектов, расположенных в оперативно-тактической глубине противника на расстоянии до 280 км от точки старта, а именно: огневых средств противника (батареи зенитно-ракетных комплексов, ракетные комплексы); самолётов и вертолётов на стоянках аэродромов; объектов противовоздушной и противоракетной обороны; командных пунктов и узлов связи.
- «Гром-М» — тактический ракетный комплекс для поражения только наземных объектов, расположенных в тактической глубине противника на расстоянии до 100 км от точки старта.
- «Гром-2» — мобильная пусковая установка с двумя ракетами типа «земля-земля» на шасси пятиосного грузового автомобиля высокой проходимости, разработанного для комплекса «Гром» в Днепре.